# Гольдебек
Гольдебек (нім. Goldebek) — громада в Німеччині, розташована в землі Шлезвіг-Гольштейн. Входить до складу району Північна Фризія. Складова частина об'єднання громад Міттлерес-Нордфрісланд.
Площа — 10,18 км2. Населення становить 365 ос. (станом на 31 грудня 2020).